# Voo Iran Air 655
O voo 655 da Iran Air (IATA: IR655; ICAO: IRA655) era uma rota aérea internacional regular entre Teerã e Dubai, com escala em Bandar Abbas. Em 3 de julho de 1988, um Airbus A300 que fazia o percurso, no trecho entre Bandar Abbas e Dubai, foi derrubado por um míssil antiaéreo disparado a partir da embarcação USS Vincennes, da Marinha dos Estados Unidos, enquanto sobrevoava as águas territoriais do Irã no Golfo Pérsico, ao longo da rota habitual do voo, logo após a saída do Aeroporto Internacional de Bandar Abbas, resultando na morte de 290 passageiros, entre os quais 66 crianças. O motivo da queda foi disputado entre os governos dos dois países. O acidente ocorreu durante a Guerra Irã-Iraque, que já durava quase oito anos. O USS Vincennes entrou em território iraniano depois que um de seus helicópteros disparou advertência de lanchas iranianas operando dentro dos limites territoriais iranianos.
Em 1996, os governos dos EUA e do Irã chegaram a um acordo no Tribunal Internacional de Justiça que incluía a declaração "...os Estados Unidos reconheceram o incidente aéreo de 3 de julho de 1988 como uma terrível tragédia humana e expressaram profundo pesar pela perda de vidas causadas pelo acidente...". Quando o ex-presidente Reagan foi questionado diretamente se considerava a declaração um pedido de desculpas, ele respondeu: "Sim". Como parte do acordo, embora o governo dos EUA tenha considerado não admitir responsabilidade legal ou se desculpar formalmente com o Irã, concordou em pagar US$ 61,8 milhões ex gratia em compensação às famílias das vítimas iranianas. A derrubada foi o desastre aéreo mais mortal envolvendo um Airbus A300, bem como o mais mortal em 1988. Foi também o acidente de abatimento aéreo mais mortal até 2014, quando o voo 17 da Malaysia Airlines foi abatido sobre a Ucrânia.

## Contexto e antecedentes

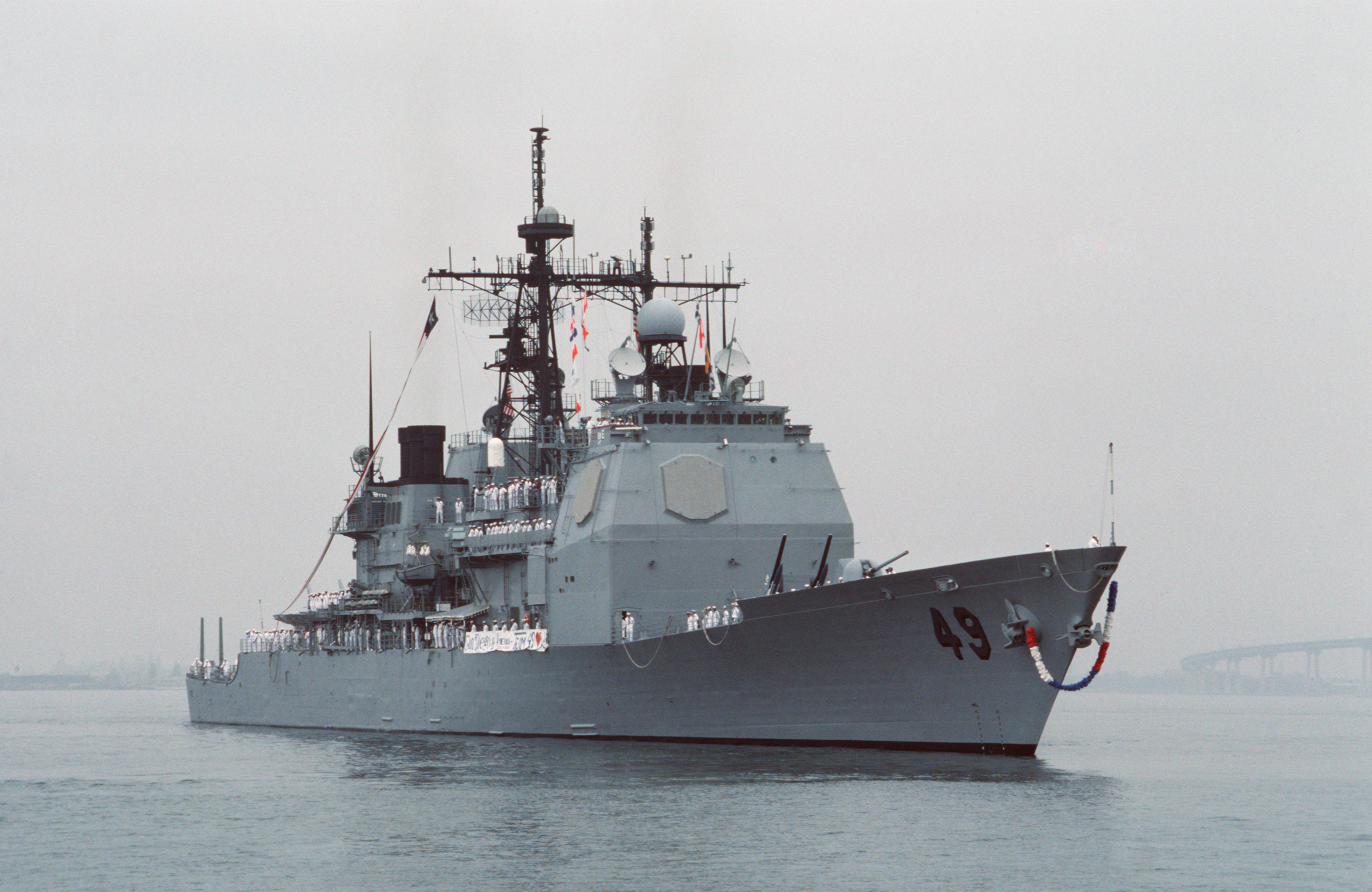
O USS Vincennes foi enviado ao Golfo Pérsico num prazo curto para compensar a falta de cobertura do AWACS.

Em 1984, a guerra entre o Iraque e o Irã havia se expandido para incluir ataques aéreos contra petroleiros e navios mercantes de países vizinhos, alguns dos quais prestavam ajuda ao Iraque por meio do transporte de petróleo iraquiano. O acidente do voo 655 ocorreu um ano após o ataque da Força Aérea Iraquiana à fragata de mísseis guiados USS Stark da Marinha dos EUA em 17 de maio de 1987, que matou 37 marinheiros americanos. As forças navais dos EUA também trocaram tiros com canhoneiras iranianas no final de 1987, e a fragata de mísseis guiados USS Samuel B. Roberts atingiu uma mina marítima iraniana em abril de 1988. Dois meses antes do acidente, os EUA se engajaram na Operação Praying Mantis, resultando nos afundamentos da fragata iraniana Sahand, a embarcação de ataque rápido iraniana Joshan e três lanchas iranianas. Além disso, a fragata iraniana Sabalan foi danificada, duas plataformas iranianas foram destruídas e um caça iraniano foi danificado. Um total de pelo menos 56 tripulantes iranianos foram mortos, enquanto os EUA sofreram a perda de apenas um helicóptero, que caiu aparentemente por acidente, e seus dois pilotos foram mortos. As tensões eram, portanto, altas no Estreito de Ormuz no momento do incidente com o voo 655.
Em resposta ao padrão de ataques a navios, o Estado-Maior Conjunto dos EUA emitiu um NOTAM em 8 de setembro de 1987, alertando todos os países do Golfo Pérsico que as aeronaves civis devem monitorar as frequências de socorro aéreo internacional VHF de 121,5 MHz ou UHF de socorro aéreo militar de 243,0 MHz. e estar preparado para se identificar para os navios da Marinha dos EUA e declarar suas intenções.
Em 29 de abril de 1988, os EUA expandiram o escopo de proteção de sua marinha a todos os navios amistosos neutros no Golfo Pérsico fora das zonas de exclusão declaradas, que prepararam o terreno para o abate. Quase ao mesmo tempo, Vincennes foi levado às pressas para a área em uma implantação de curto prazo, como resultado de decisões de alto nível, para compensar a falta de cobertura do AWACS, que estava dificultando o monitoramento dos EUA do sul do Golfo Pérsico. O USS Vincennes, equipado com o então novo Sistema de Combate Aegis e sob o comando do Capitão William C. Rogers III, partiu de San Diego em 25 de abril de 1988 e chegou ao Bahrein em 29 de maio de 1988.
Como o Estreito de Ormuz em seu ponto mais estreito tem 21 milhas náuticas (39 km) de largura, para atravessar o estreito, os navios devem permanecer dentro das rotas marítimas que passam pelas águas territoriais do Irã e Omã sob as disposições de passagem de navegação do Direito marítimo internacional. Portanto, é normal que navios, incluindo navios de guerra, entrem ou saiam do Golfo Pérsico para transitar pelas águas territoriais iranianas. Durante a Guerra Irã-Iraque, as forças iranianas frequentemente embarcaram e inspecionaram navios de carga neutros no Estreito de Ormuz em busca de contrabando com destino ao Iraque. Embora legais sob o direito internacional, essas inspeções aumentaram as tensões na área.

## Voo e abate do A300

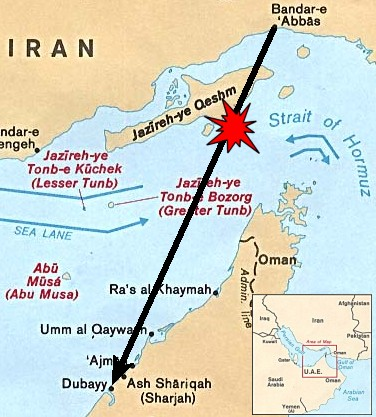
Trajeto do avião a partir da escala. O destaque vermelho foi o ponto onde foi derrubado

O avião, um Airbus A300 (registrado como EP-IBU), estava sob o controle do capitão Mohsen Rezaian (um piloto veterano com 7 000 horas de voo), do primeiro oficial Kamran Teymouri, de 31 anos, e Mohammad Reza Amini, engenheiro de voo de 33 anos. Saiu de Bandar Abbas às 10h47, horário do Irã (UTC+03h30, 03h17 UTC-3, 06h17 UTC), 27 minutos após o horário de partida programado. Deveria ter sido um voo de 28 minutos. Após a decolagem, foi orientado pela torre Bandar Abbas para ligar seu transponder e prosseguir sobre o Golfo Pérsico. O voo foi atribuído rotineiramente a aerovia Amber 59, uma faixa de 20 milhas (32 km) de largura em uma linha direta para o aeroporto de Dubai. A curta distância tornava-se um padrão de voo simples: subir até 14 000 pés (4 300 m), seguir na altitude de cruzeiro e descer até Dubai. O avião estava transmitindo o código "squawk" do transponder correto, típico de uma aeronave civil, e mantinha contato por rádio em inglês com instalações de controle de tráfego aéreo apropriadas.

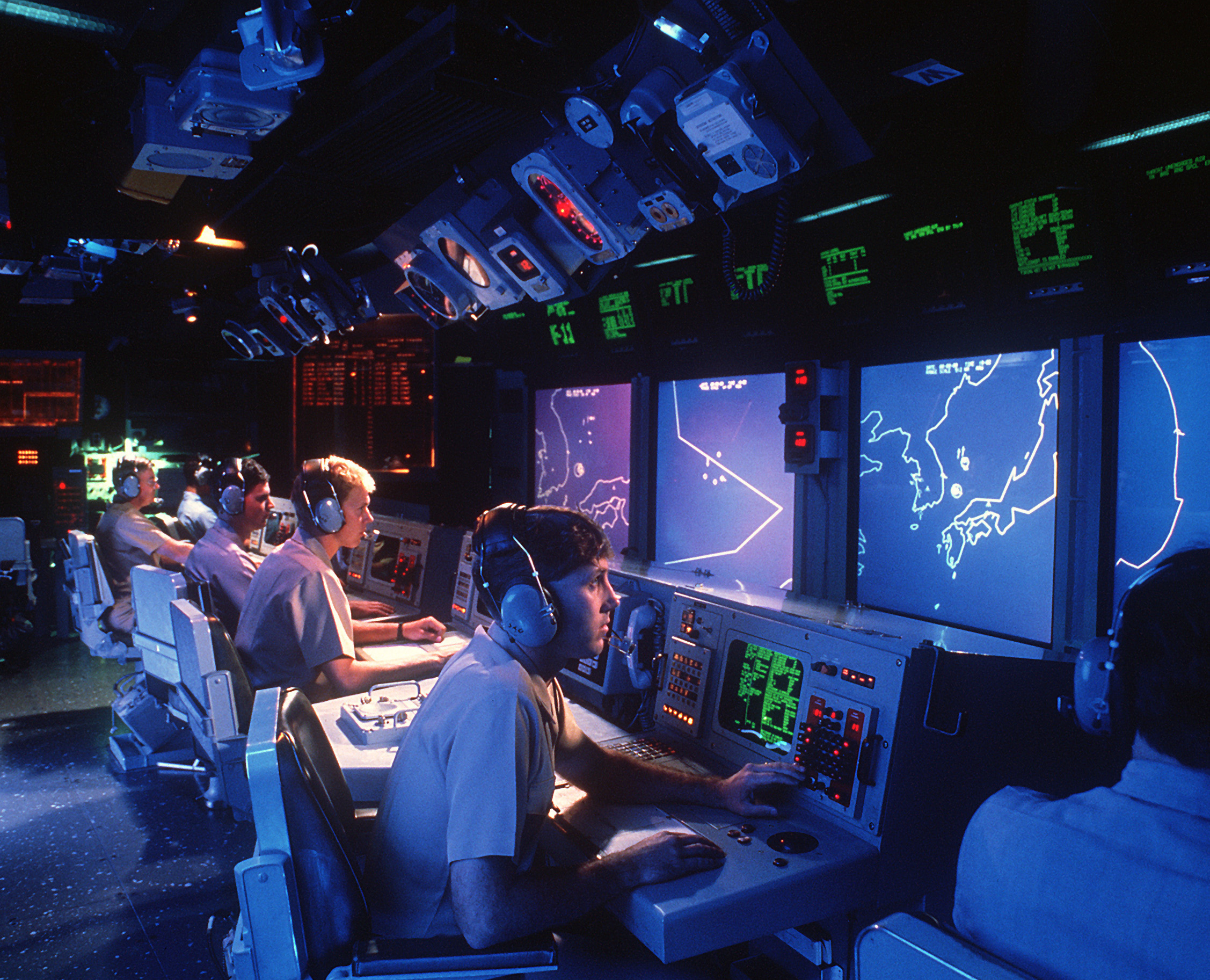
O centro de informações de combate do USS Vincennes

Na manhã de 3 de julho de 1988, o USS Vincennes estava passando pelo Estreito de Ormuz, voltando de um serviço de escolta. Um helicóptero desdobrado do cruzador supostamente recebeu tiros de armas pequenas de navios de patrulha iranianos observados de grandes altitudes. O USS Vincennes moveu-se para enfrentar os navios iranianos, no decurso do qual todos eles violaram as águas de Omã e partiram após serem desafiados e ordenados a deixar por um navio de guerra da Marinha Real de Omã. O cruzador estadunidense então perseguiu as canhoneiras iranianas, entrando em águas territoriais iranianas. Dois outros navios da Marinha dos EUA, USS Sides e USS Elmer Montgomery, estavam nas proximidades. O almirante Crowe disse que o helicóptero do cruzador estava sobre águas internacionais quando as canhoneiras atiraram nele pela primeira vez.
O voo 655 foi detectado pela primeira vez pelo USS Vincennes imediatamente após a decolagem, quando recebeu um curto IFF Modo II, possivelmente levando a tripulação do Vincennes a acreditar que o avião era um Tomcat F-14 iraniano (capaz de transportar bombas não guiadas desde 1985) mergulhando em um perfil de ataque. Ao contrário dos relatos de vários membros da tripulação do Vincennes, o Aegis Combat System do cruzador registrou que o avião estava subindo no momento e seu transmissor de rádio comunicava-se apenas na frequência civil do Modo III, e não no Modo II militar.
Desde o incidente com o USS Stark, todas as aeronaves na área tiveram que monitorar 121,5 MHz, a frequência de rádio International Air Distress (IAD). Foram feitas 10 tentativas de avisar o avião, sete na frequência Military Air Distress (MAD) e três na frequência IAD. Não houve respostas.
Às 10h54min22, sem receber nenhuma resposta, o USS Vincennes disparou dois mísseis superfície-ar SM-2MR, um dos quais atingiu o avião às 10h54min43 (03h24min43 UTC-3, 06h24min43 UTC). O avião se desintegrou imediatamente e caiu na água logo depois. Nenhum dos 290 passageiros e tripulantes a bordo sobreviveu O gravador de voz da cabine e o gravador de dados de voo nunca foram encontrados.
Na época em que os mísseis foram lançados, o USS Vincennes estava localizado a 26° 30′ 47″ N, 56° 00′ 57″ L, colocando-o dentro do limite de 12 milhas do mar territorial iraniano. A localização do cruzador americano nas águas territoriais iranianas no momento do incidente foi admitida pelo governo dos EUA em resumos legais e publicamente pelo Presidente da Junta de Chefes de Estado-Maior, Almirante William J. Crowe, na Nightline.

## Passageiros e tripulação
De acordo com os documentos apresentados pelo Irã ao Tribunal Internacional de Justiça, a aeronave transportava 290 pessoas: 274 passageiros e uma tripulação de 16. Destes 290, 254 eram iranianos, 13 eram emiratenses, 10 eram indianos, seis eram paquistaneses, seis eram Iugoslavos e um era italiano.
| País                   | Passageiros | Tripulação | Total |
| ---------------------- | ----------- | ---------- | ----- |
| Irão                   | 238         | 16         | 254   |
| Emirados Árabes Unidos | 13          | 0          | 13    |
| Índia                  | 10          | 0          | 10    |
| Paquistão              | 6           | 0          | 6     |
| Iugoslávia             | 6           | 0          | 6     |
| Itália                 | 1           | 0          | 1     |
| Total                  | 274         | 16         | 290   |

## A versão do governo dos Estados Unidos

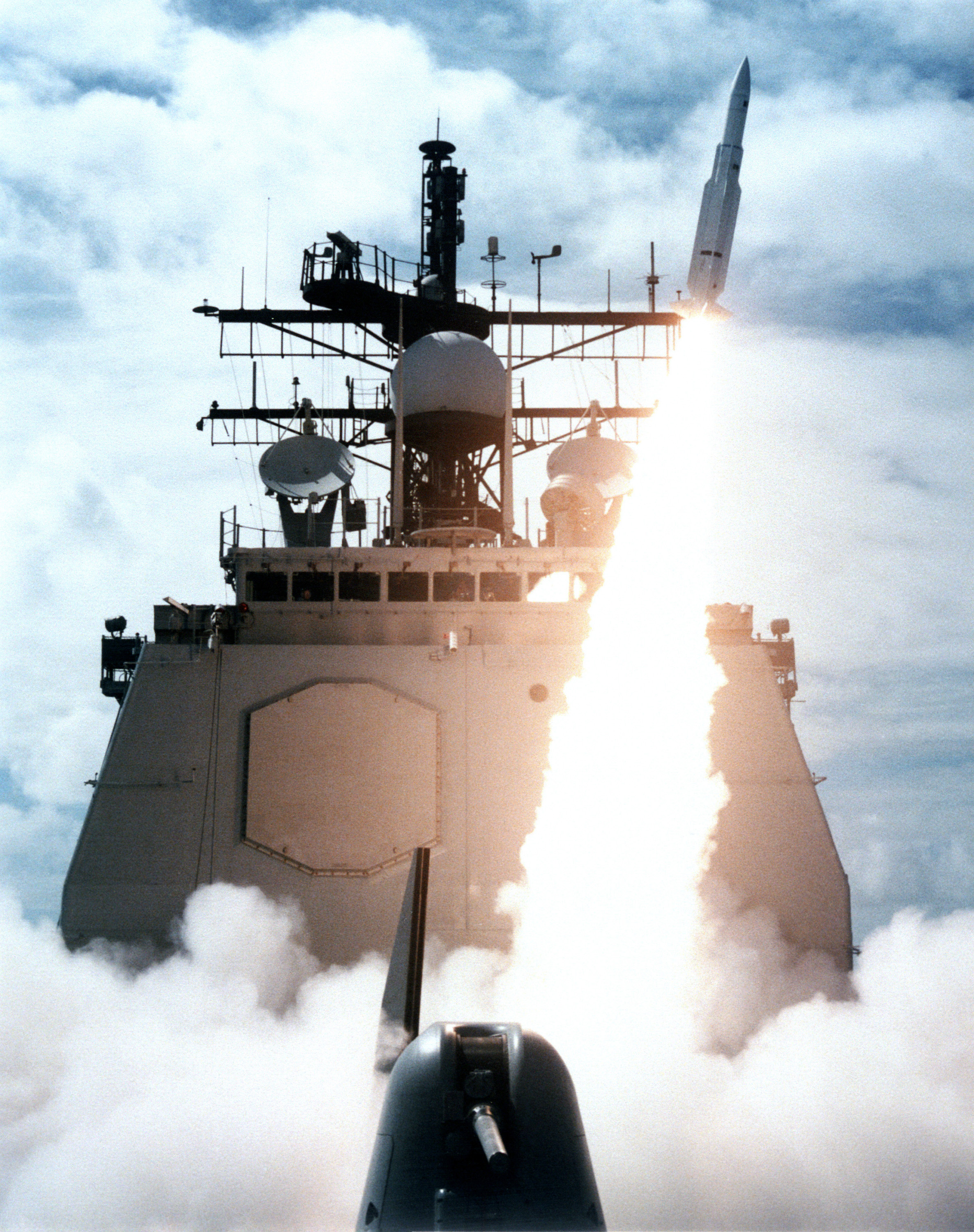
Um míssil parte do lançador avançado do USS Vincennes durante um exercício de treinamento em 1987. O mesmo lançador foi usado na queda do voo 655

Oficiais do Pentágono disseram inicialmente que o USS Vincennes havia abatido um F-14 iraniano, mas emitiu uma retratação em poucas horas e confirmou os relatos iranianos de que o alvo era um Airbus civil. De acordo com a apuração feita pelas autoridades dos Estados Unidos, o Vincennes identificou erroneamente a aeronave iraniana como um caça militar F-14A Tomcat, um caça a jato fabricado nos EUA que fazia parte do inventário da Força Aérea Iraniana desde os anos 1970 em procedimento de ataque. Enquanto os F-14s foram fornecidos ao Irã em uma configuração ar-ar a tripulação do USS Vincennes foi informada de que os F-14s iranianos estavam equipados com munições ar-solo. No entanto, o sistema de combate Aegis do cruzador registrou o plano de voo do avião como subindo (não descendo como em uma corrida de ataque) no momento do acidente. O voo se originou em Bandar Abbas, que serviu tanto como base para as operações do F-14 iraniano quanto como um hub para voos comerciais. De acordo com os mesmos relatórios, o USS Vincennes tentou, sem sucesso, entrar em contato com a aeronave que se aproximava, sete vezes na frequência de emergência militar e três vezes na frequência de emergência civil. A aeronave civil não estava equipada para receber frequências militares e as mensagens no canal civil de emergência poderiam ser direcionadas a qualquer aeronave. Mais confusão surgiu porque a velocidade anunciada era a velocidade de solo, enquanto os instrumentos do piloto exibiam a velocidade no ar, uma diferença de 50 nós (93 km / h). Os militares dos Estados Unidos afirmam que o cruzador da Marinha fez dez tentativas de contato com a aeronave tanto em frequências militares quanto civis, mas não obteve resposta.

Isso foi admitido em um relatório do almirante William Fogarty, intitulado "Investigação formal nas circunstâncias que cercam a queda do voo 655 da Iran Air em 3 de julho de 1988" (o "relatório Fogarty"). O relatório Fogarty declarou: 
"Os dados das fitas do USS Vincennes, informações do USS Sides e informações confiáveis de inteligência, corroboram o fato de que [voo Iran Air 655] estava em um perfil de plano de voo comercial normal, na via aérea designada, informando o Modo III 6760, em uma subida contínua em altitude desde a decolagem em Bandar Abbas até o abate."
O relatório Fogarty também afirmou: 
"O Irã deve compartilhar a responsabilidade pela tragédia, colocando em risco um de seus aviões civis, permitindo-lhe voar em uma rota aérea de altitude relativamente baixa nas proximidades das hostilidades que estavam em andamento."
Quando questionado em um documentário da BBC de 2000, o governo dos Estados Unidos afirmou em uma resposta por escrito que acreditava que o incidente pode ter sido causado por uma condição psicológica simultânea entre os dezoito tripulantes da ponte do USS Vincennes, chamada de "cumprimento de cenário", que ocorre quando as pessoas estão sob pressão. Nessa situação, os homens realizarão um cenário de treinamento, acreditando que seja realidade, mas ignorando informações sensoriais que contradizem o cenário. No caso deste incidente, o cenário foi um ataque por uma aeronave militar solitária.
Nos dias seguintes ao acidente, o presidente Ronald Reagan emitiu uma nota diplomática por escrito ao governo iraniano, expressando profundo pesar e chamou o episódio de "acidente compreensível". No entanto, as autoridades norte-americanas continuaram a insistir que o USS Vincennes estava agindo em "legítima defesa".
O evento gerou muitas críticas. Alguns analistas do país culparam o capitão do USS Vincennes, William C. Rogers III, por comportamento excessivamente agressivo em um ambiente tenso e perigoso.

## A versão do governo do Irã
De acordo com o governo iraniano, o USS Vincennes abateu negligentemente a aeronave, que estava transmitindo sinais IFF no Modo III, um sinal que a identificava como uma aeronave civil, e não no Modo II como usado por aeronaves militares iranianas. Mesmo que tenha havido uma identificação equivocada, que o Irã nunca aceitou, ele argumenta que isso constituiu negligência e imprudência que equivale a um crime internacional, não um acidente.
Em particular, o Irã expressou ceticismo sobre as alegações de identificação incorreta, observando que o radar Aegis avançado do cruzador rastreou corretamente o voo e seu indicador do Modo III; dois outros navios de guerra dos EUA na área, Sides e Montgomery, também identificaram a aeronave como civil; e o voo estava dentro de um corredor aéreo internacional reconhecido. Ele também observou que a tripulação do Vincennes foi treinada para lidar com ataques simultâneos de centenas de aeronaves inimigas: O Irã achou mais plausível que o USS Vincennes "ansiava por uma oportunidade de mostrar suas coisas".
De acordo com o Irã, os EUA já haviam emitido um Aviso aos Aviadores (NOTAM) avisando as aeronaves de que corriam o risco de "medidas defensivas" se não tivessem sido liberadas de um aeroporto regional e se aproximassem de 5 milhas náuticas (9,3 km) de um navio de guerra a uma altitude de menos de 2 000 pés (610 m). O voo 655 havia sido liberado de um aeroporto regional e estava bem fora desses limites quando foi atacado. Mesmo se o avião fosse realmente um F-14 iraniano, o Irã argumentou que os EUA não teriam o direito de atirar nele. para baixo, pois estava voando dentro do espaço aéreo iraniano e não seguia um caminho que pudesse ser considerado um perfil de ataque, nem iluminou o USS Vincennes com radar. Antes do acidente, o USS Vincennes havia entrado em águas territoriais iranianas e estava dentro dessas águas quando lançou seus mísseis. Mesmo que a tripulação do voo 655 cometesse erros, o governo dos Estados Unidos continuaria sendo responsável pelas ações da tripulação do USS Vincennes, de acordo com o direito internacional.
O Irã destacou que, no passado, "os Estados Unidos condenaram veementemente o abate de aeronaves, civis ou militares, pelas forças armadas de outro Estado" e citou o voo El Al 402, voo Libyan Arab Airlines 114 e voo Korean Air Lines 007, entre outros acidentes. O Irã também observou que quando o Iraque atacou o USS Stark, os EUA consideraram o Iraque totalmente responsável, alegando que o piloto iraquiano "sabia ou deveria saber" que estava atacando um navio de guerra dos EUA.

## Fontes independentes

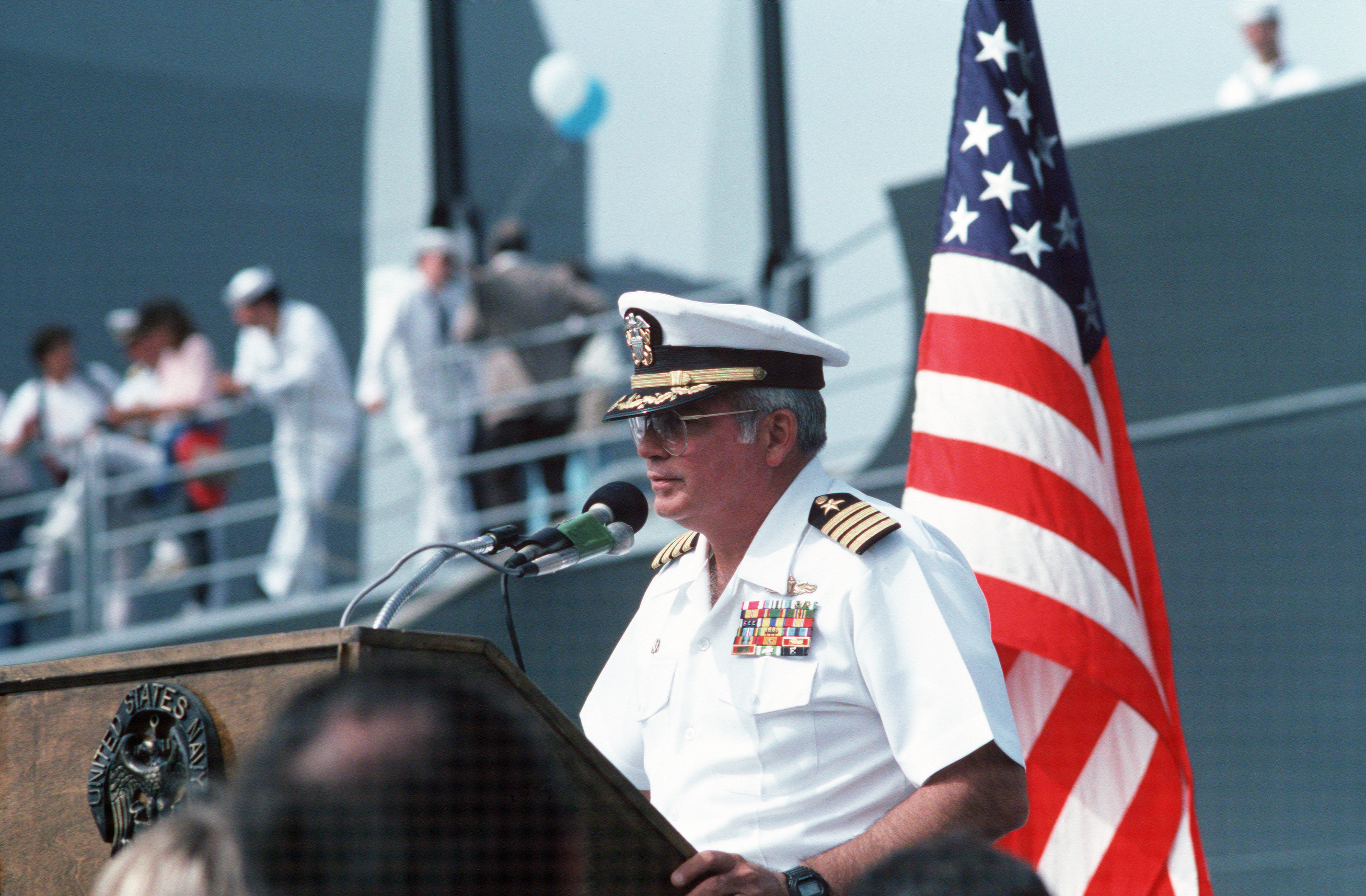
O capitão do USS Vincennes, William C. Rogers III

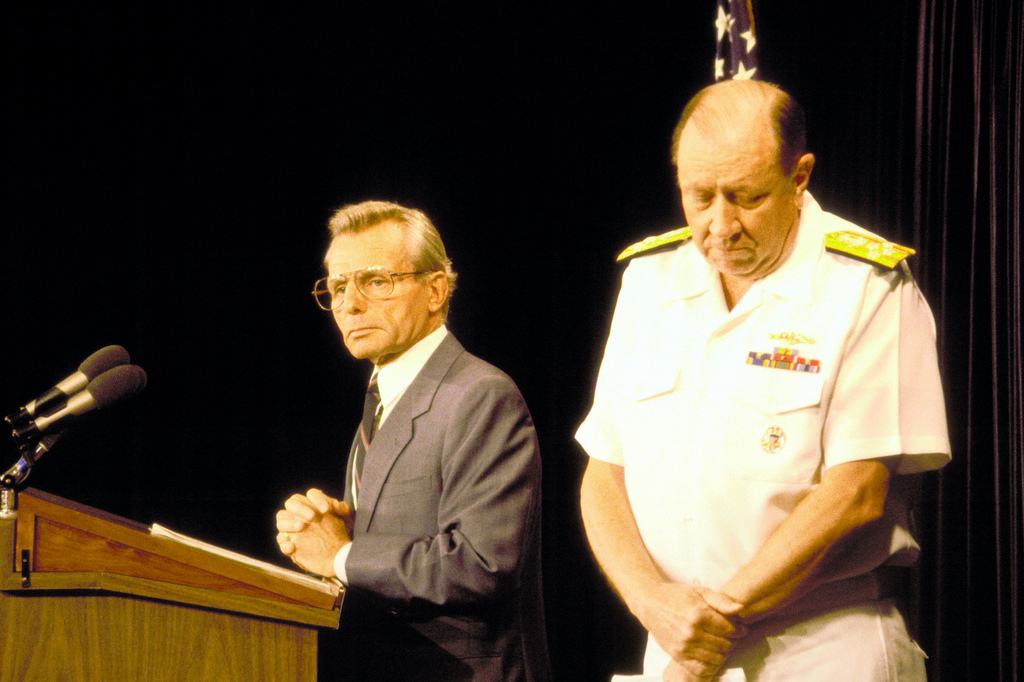
O secretário de defesa dos EUA na época, Frank Carlucci, e o almirante William Crowe, numa coletiva de imprensa no Pentágono